# Feste Okahandja
Die Feste Okahandja  war eine Festung der Schutztruppe in Deutsch-Südwestafrika, dem heutigen Namibia. Sie befand sich im heutigen Zentrum gleichnamigen Ortschaft im Süden des Landes und wurde im Zeitraum zwischen 1894 und 1904 errichtet. Hier begann am 12. Januar 1904 mit dem Angriff unter Führung von Samuel Maharero der Aufstand der Herero, der später zum Völkermord an diesen führte.

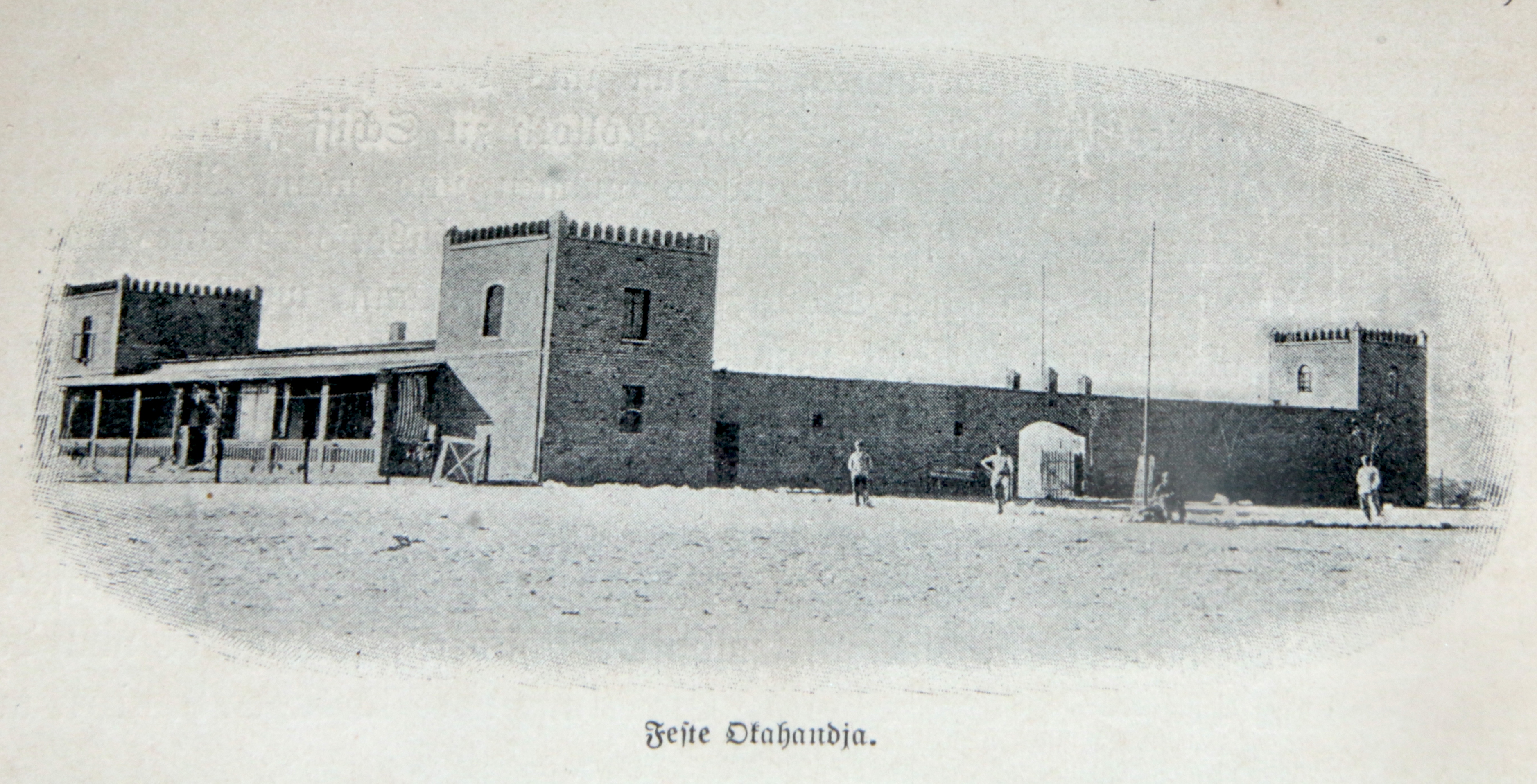
Die Feste um 1904
Feste vor 1910

## Militärmuseum
Die Feste befand sich am Standort des neuen Militärmuseums und diente bis zu ihrem Abriss 2004 zuletzt als Polizeiwache.
Das Museum wurde 2004 für 30 Millionen Namibia-Dollar erbaut und bleibt seitdem (Stand 2020) geschlossen. Ursprünglich sollte es spätestens im Jahr 2009 eröffnen. Im Jahr 2025 teilte das Verteidigungsministerium erneut mit, dass man ein Militärmuseum eröffnen wolle.
Das Museum wurde vom nordkoreanischen Unternehmen Mansudae Overseas Projects errichtet.